# Christina Vukicevic

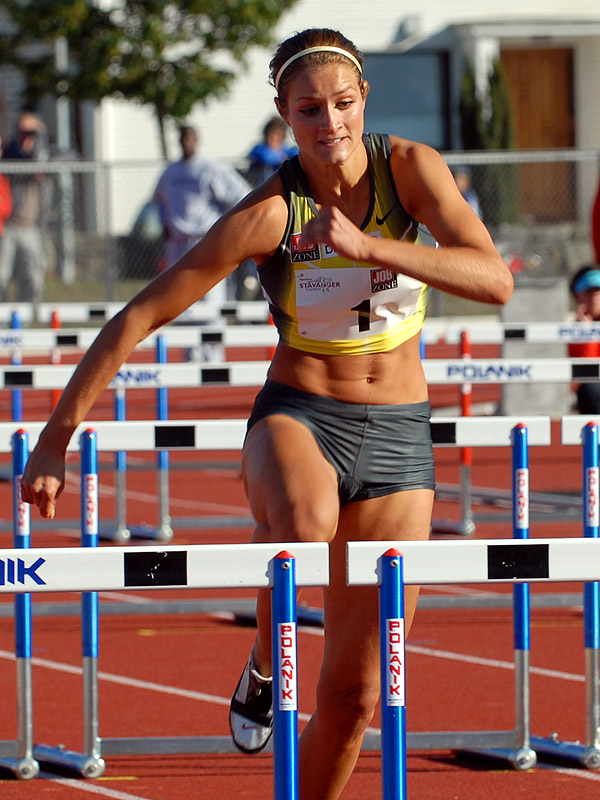
Christina Vukicevic 2007

Christina Vukicevic (* 18. Juni 1987 in Lørenskog, Norwegen) ist eine ehemalige norwegische Leichtathletin, die sich auf den 100-Meter-Hürdenlauf spezialisiert hat.

## Leben
Christina Vukicevic, die von ihrem Vater trainiert wurde, hatte ihre ersten sportlichen Erfolge 2003 in Paris beim Europäischen Olympischen Turnier Der Jugend wo sie ihre erste Goldmedaille gewann. Bei den Europameisterschaften der Junioren 2004 war ihre beste Platzierung der vierte Platz, bei den Junioreneuropameisterschaften ein Jahr später in Kaunas gewann sie die Silbermedaille in ihrer Disziplin 100-Meter-Hürdenlauf. Nach einer Pause wegen einer Knieoperation gewann sie bei den Juniorenweltmeisterschaften 2006 mit 13,34 s ebenfalls die Silbermedaille und stellte den norwegischen Juniorenrekord ein. Seit 2004 gewann sie regelmäßig bei den Norwegischen Meisterschaften in ihrer Disziplin. Ihre persönliche Bestzeit mit 13,05 s stellte sie bei den Olympischen Sommerspielen 2008 in Peking auf. Bei den Halleneuropameisterschaften 2009 wurde sie Vierte. Ihre letzte Goldmedaille gewann sie 2009 bei den U23-Europameisterschaften mit ihrer neuen Bestzeit von 12,99 s. 2010 wurde Vukicevic bei den Europameisterschaften Vierte. Bei den Halleneuropameisterschaften 2011 gewann sie Bronze.
Vukicevic ist mit dem ehemaligen norwegischen Fußballnationalspieler Vadim Demidov verheiratet und hat zwei Kinder.